# Karrat Ø
Karrat Ø är en ö i Grönland (Kungariket Danmark).   Den ligger i kommunen Qaasuitsup, i den centrala delen av Grönland, 800 km norr om huvudstaden Nuuk. Arean är 29,6 kvadratkilometer.
Terrängen på Karrat Ø är kuperad. Öns högsta punkt är 822 meter över havet. Den sträcker sig 8,9 kilometer i nord-sydlig riktning, och 11,2 kilometer i öst-västlig riktning.